# QwaQwa
QwaQwa fue un bantustán o patria (homeland), situado en el noreste de Sudáfrica, establecido en 1969. En noviembre de 1974, el Gobierno de Sudáfrica concedió a QwaQwa autonomía administrativa.
Su creación fue producto de la política de desarrollo separado que el Gobierno de Sudáfrica implementó como parte de su sistema de apartheid. La premisa fue dedicar un área de territorio donde los sothos del sur (también conocidos como basutos) pudieran desarrollarse en forma aislada de las zonas reservadas a los blancos.
Al constituirse se llamó Kwakwa, hasta que las autoridades en Pretoria se dieron cuenta de que escribirlo de esta forma causaba problemas pues creaba confusión con un subgrupo étnico del occidente africano, y cambiaron el nombre a QwaQwa. El nombre quiere decir en el idioma local "más blanco que el blanco" y es en referencia al color de las laderas de las montañas de la zona. La región ocupaba un área limitada a 655 kilómetros cuadrados en las montañas Drakensberg, al este del antiguo Estado Libre de Orange (actual provincia del Estado Libre), limitando con Lesoto. El territorio en su totalidad se encuentra a una altura entre los 1600 y 3000 metros sobre el nivel del mar.
La capital era Phuthaditjhaba. Inicialmente más de 180.000 individuos fueron destinados a este territorio. Para 1989 la población había aumentado a 286.000 habitantes.
El 27 de abril de 1994, la constitución reconoció la igualdad entre todos los habitantes de Sudáfrica cualquiera fuera su raza; los bantustanes desaparecieron y se reintegraron al resto del país.
- Datos: Q179548
- Multimedia: QwaQwa / Q179548